# Casa Soler (Terrassa)
La Casa Soler, inicialment Casa Bonaventura Fornells, és un habitatge unifamiliar de Terrassa construït el 1918 per l'arquitecte Lluís Muncunill en estil noucentista. En el mateix projecte, encarregat per Bonaventura Fornells i Cardús, es van construir dues naus industrials a banda i banda. Tant la casa com les naus estan protegides com a bé cultural d'interès local.

## Edifici

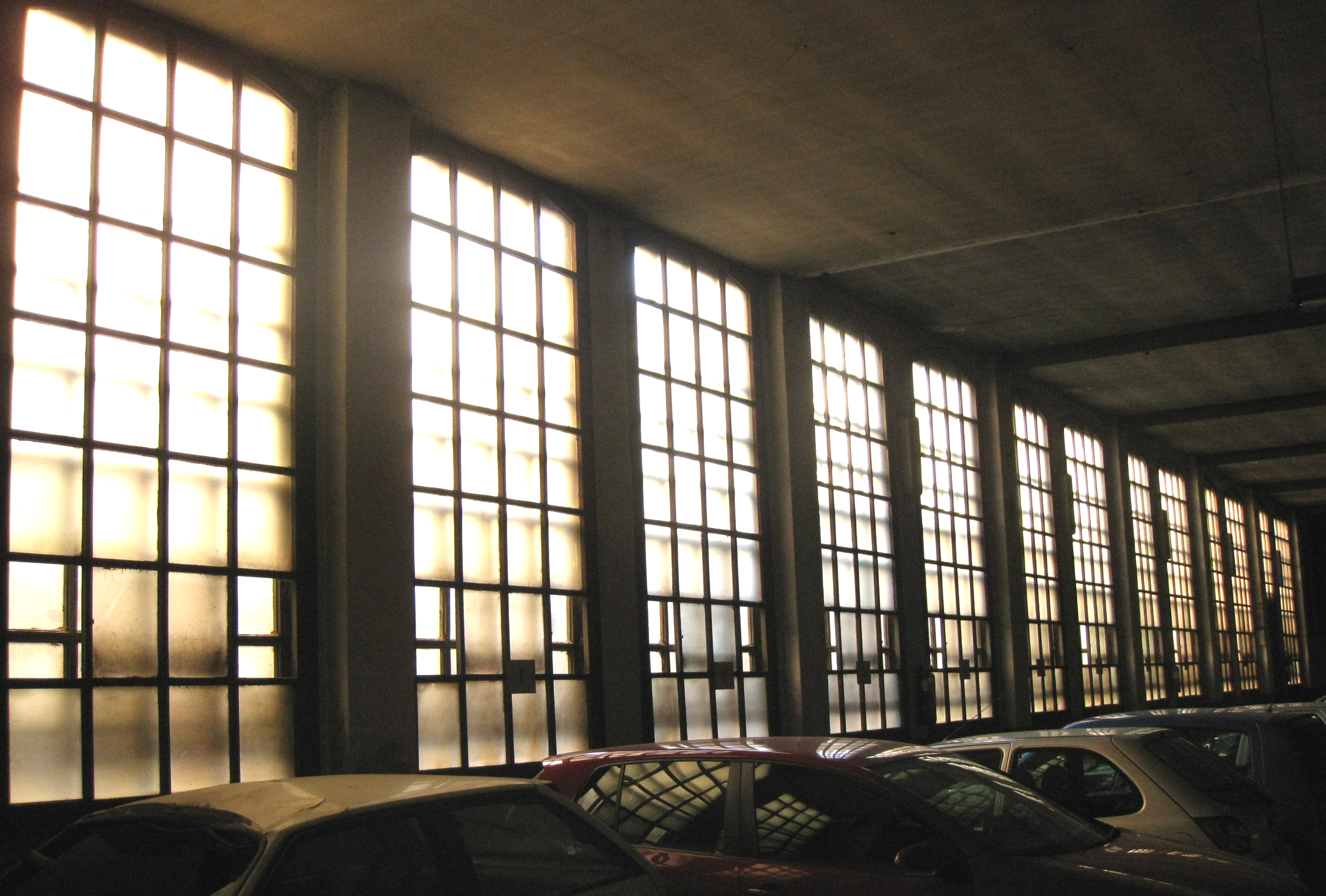
Vista de l'interior d'una nau

La casa és un habitatge unifamiliar amb jardí, de planta baixa i dos pisos, amb teulada a dos vessants i torre mirador a la banda esquerra. La façana principal, al carrer de Sant Leopold, és de composició simètrica, amb tres obertures a cada pis, amb emmarcament de perfil arrodonit. Al pis principal hi ha balcons.
Les dues naus, de planta rectangular, formen un conjunt en disposició perpendicular. Estan constituïdes per un sol pis, amb cobertes a dos vessants sobre les façanes més llargues. Les façanes més estretes, als carrers de Sant Leopold i de Montserrat, tenen tres obertures d'arc rebaixat i un petit òcul superior. La façana del carrer de Sant Leopold, alineada amb la façana de la casa, té recobriment de pedra disposat a manera de paredat amb arestes, marcs d'obertures i cornisa de maó vist. La façana del carrer de Montserrat presenta tot el parament d'obra vista.